# Albert Ippel

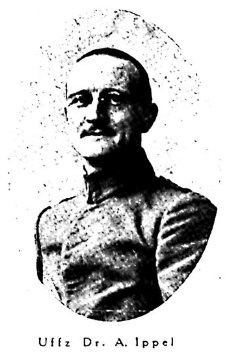
Albert Ippel, 1918

Albert Ippel (* 2. Juli 1885 in Berlin; † 1960 in München) war ein deutscher Lehrer und Klassischer Archäologe.

## Werdegang
Ippel studierte in Freiburg, Berlin und Bonn Klassische Archäologie und Philologie und wurde 1910 an der Universität Bonn promoviert. 1910/11 erhielt er das Reisestipendium des Deutschen Archäologischen Instituts. Er war von 1923 bis 1940 Studienrat in Breslau und Berlin. 1940 wurde er zum Honorarprofessor für Archäologie an der Universität Berlin ernannt. Ab 1947 war er Honorarprofessor in Hamburg. Gleichzeitig war er Referent in der Reichsanstalt für Film und Bild in Wissenschaft und Unterricht. Als Leiter der Abteilung Tonträger und ab Dezember 1945 als stellvertretender Direktor wirkte er maßgeblich beim Wiederaufbau der Einrichtung als Institut für Film und Bild in Wissenschaft und Unterricht mit. 1954 trat er in den Ruhestand. 1955 wurde ihm das Verdienstkreuz (Steckkreuz) der Bundesrepublik Deutschland verliehen.
Er schuf Bildreihen zur Geschichte und Kultur der Antike und die Tönende Musikgeschichte.
Albert Ippel war mit Lotte Erman (1886–1972) verheiratet, einer Tochter des Ägyptologen Adolf Erman.

## Schriften (Auswahl)
- Der dritte pompejanische Stil. Ein Beitrag zu seiner Geschichte. Schade, Berlin 1910 (= Dissertation)